# Говоруха Сергій Олександрович
Сергій Олександрович Говоруха (нар. 20 липня 1967) — радянський та латвійський футболіст, що грав на позиції нападника та півзахисника. Відомий насамперед виступами за низку латвійських футбольних клубів. В Україні відомий за виступами у вищій лізі за футбольний клуб «Волинь».

## Клубна кар'єра
Сергій Говоруха розпочав заняття футболом у Лієпайській міській ДЮСШ. Футбольну кар'єру розпочав у місцевій футбольній команді «Звейнієкс», яка на той час виступала у другій лізі. У команді Говоруха грав протягом шести років, відзначався непоганою результативністю, відзначившись у 74 зіграних матчах 23 забитими м'ячами.
Успішна гра нападника лієпайської команди не залишилась непоміченою тренерським складом найсильнішої на той час команди Латвії — «Даугави», що на той час грала у першій союзній лізі. У 1989 році Сергій Говоруха став гравцем ризької команди. Проте в основний склад команди новачок рижан не зумів пробитися, зіграв лише 8 матчів без забитих м'ячів. Та й сам клуб цього року виступив вкрай невдало, і зайняв передостаннє місце в лізі, що призвело до вильоту команди з першої ліги. Говоруха повернувся до лієпайської команди, яка встигла змінити назву на «Олімпія», та повернув собі місце в основному складі клубу з третього за величиною міста Латвії.
У 1991 році ризька команда вже під новою назвою «Пардаугава» повернулась до першої союзної ліги, і тренерський склад рижан вирішив знову скористуватися послугами Сергія. Цього разу Говоруха більше потрапляв до основного складу рижан, грав не тільки у чемпіонаті, а й у розіграші Кубка СРСР проти охтирського «Нафтовика». У чемпіонаті Говоруха зіграв 19 матчів, у яких тричі відзначився забитими м'ячами, але ризький клуб цього разу під новою назвою зайняв останнє місце в лізі. Це мало призвести до вильоту рижан з першої ліги, але Радянський Союз розпався, і колишні союзні республіки почали проводити свої власні чемпіонати. Сергій Говоруха повернувся до лієпайської «Олімпії», і грав у її складі у першому чемпіонаті в найвищому дивізіоні Латвії після відновлення незалежності.
Проте цього разу Сергій Говоруха зіграв лише 6 матчів у лієпайській команді, і вирішив прийняти запрошення з України, від луцької «Волині», яка виступала на той час в українській вищій лізі. Він не був першим латвійцем у складі луцької «Волині» (першим став Арманд Зейберліньш), але став першим латвійцем у її складі. який грав уже у чемпіонатах незалежної України. Але у луцькій команді Говоруха не став гравцем основи, зіграв у другому чемпіонаті України лише 6 матчів, обмежишись лише виходами на заміну. Після закінчення чемпіонату латвійський футболіст ще грав на першість Волинської області в команді «Луга» (Козлів), після чого припинив виступи на футбольних полях.